# 纵向民主
纵向民主（Vertical Democracy），是由美国作者约翰·奈斯比特(John Naisbitt)及其妻子爱丽丝·奈斯比特于2009年出版的新书《中国大趋势》（China's Megatrends）中所提出的一个新型概念，指的是由自上而下与自下而上的结合所形成的特殊民主，是作者在新书中用来形容中国的特殊模式的民主，《亚洲周刊》曾就此书作过相关报道。
奈斯比特于书中指出，中国的这种新型民主，是一种有别于以往西方所走的民主道路（作者指出为“横向民主”），使中国稳定转型，避免了以往西方为走向民主而造成的资源浪费。